# Vieringhausen
Vieringhausen ist ein Stadtteil (Nr. 402) der Stadt Remscheid in Bergischen Land. Er liegt im südwestlichen Teil der Stadt. Der ursprüngliche Ortskern liegt auf dem Gebiet der heutigen Straße Hof Vieringhausen.
Vieringhausen gehört als Stadtteil verwaltungstechnisch zum Stadtbezirk Alt-Remscheid. Zum Stadtteil Vieringhausen gehören die Ortsteile Vieringhausen, Losenbüchel und Büchen. Südlich schließt sich der Stadtteil Reinshagen, nördlich der Stadtteil Stadtpark, westlich Morsbach, östlich Kremenholl an. Auf einer Fläche von 95 ha wohnen in Vieringhausen 2606 Einwohner (Stand: 31. Dezember 2021).

## Gliederung
Das Gebiet des Stadtteils wird von folgenden Straßen umrissen (beginnend im Süden gegen den Uhrzeigersinn):
Güldenwerther Bahnhofstraße, Vieringhausen, Losenbücheler Straße, Solinger Straße, Vieringhausen, Am langen Siepen, Fürberger Straße, Königstraße, Schüttendelle, Kronprinzenstraße, Am Bruch, Linkläuer Straße, Lange Straße, Hoffmeisterstraße, Zum Walkhäuschen und Brückenstraße.

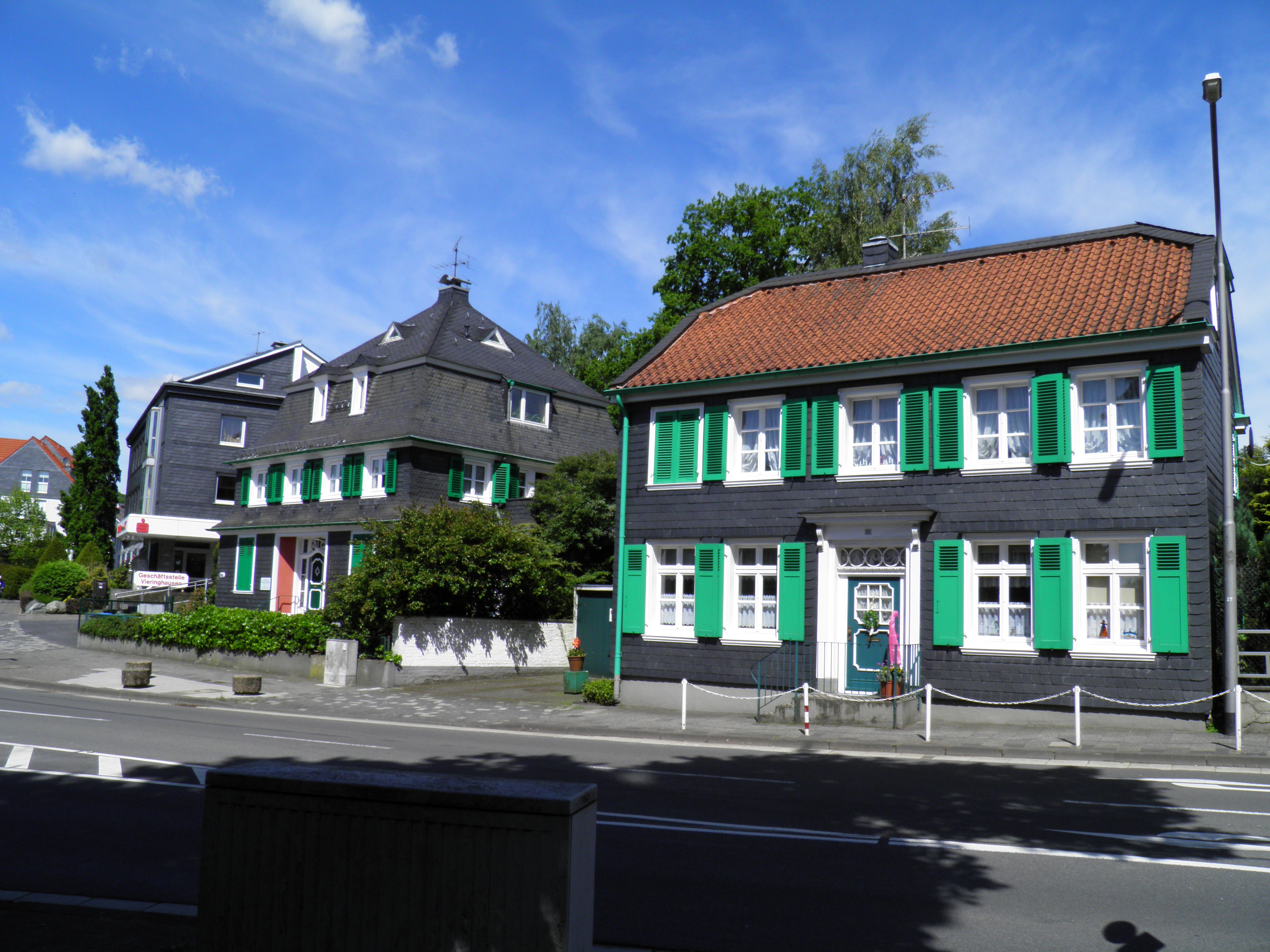
Häuserzeile in Vieringhausen an der B 229

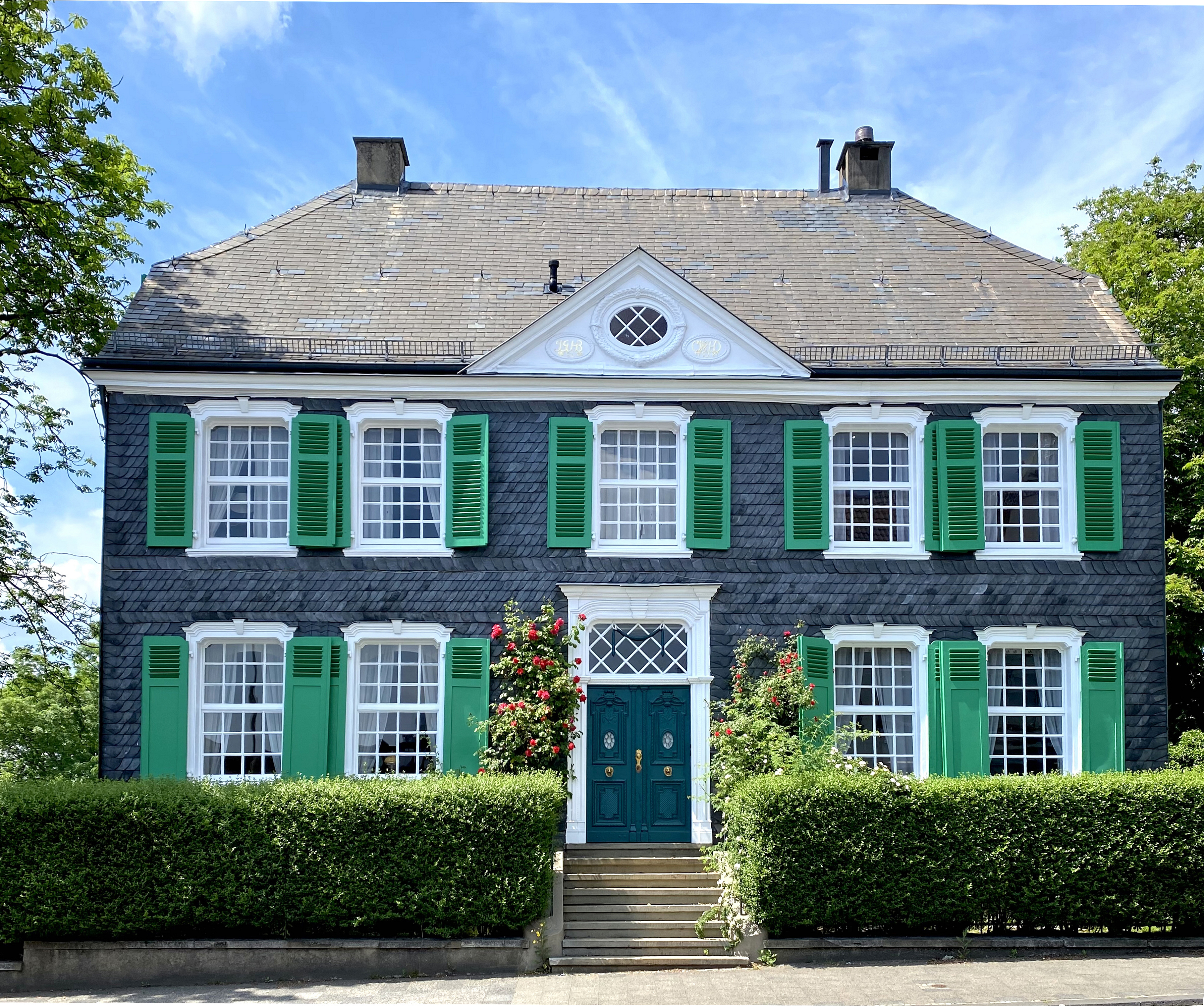
Patrizierhaus Vieringhausen 54

### Vieringhausen
Der Hof Vieringhausen wird im Jahr 1369 erstmals schriftlich erwähnt (Vernichhusen bzw. Verinchusen). In den Revaler Zollrollen erscheint 1378 ein Thydeke Verichusen, der auf dem Hof Vieringhausen wohnte und mit Eisenwaren handelte. Weitere Nennungen folgen 1421 (Verinhusen), 1487 (Verenkusen), 1554 (Verckhusen), 1592 (Verikausen), 1622 (Verckhausen), 1639 (Fierkoßen), 1668 (Vierkaußen) und 1692 (Verekosen, Verekusen und Vierkusen). Die plattdeutsche Bezeichnung lautet "Viekesen".
Ein bedeutendes Baudenkmal ist das Haus Hindrichs, Vieringhausen 54. Die Eheleute Johann Gottfried Herberts und Christine Wilhelmine Hindrichs erbauten 1787 dieses stattliche bergische Rokoko-Haus, wie aus den Initialen im Giebel zu erkennen ist. Um die Ecke, Am Langen Siepen, gründeten Nachfahren 1859 das Stanz- und Emaillierwerk Windgassen & Hindrichs.

### Losenbüchel
Der Hof Losenbüchel wird 1369 als Bukell schriftlich erwähnt. Weitere Erwähnungen folgen 1560 (Buckel) und 1639 zum ersten Mal Loeßen Buchell, benannt nach der dort ansässigen Familie Lose.

### Büchen
Der Hof wird 1413 als Boicken, 1469 (Bocken), 1507 (Boeken) und 1666 (Bücken) erwähnt.

### Grunau
Der Hof wird 1369 als Groenauwe, 1692 als  Groen Awe und 1808 als Grünental erwähnt. Er ging später in Büchen bzw. Schüttendelle auf.

### Straßennamen
In der folgenden Liste sind sämtliche Straßennamen mit ihrer Bedeutung (falls bekannt) aufgeführt.
- Am Bruch: Der Name geht auf den Hof Bruch im heutigen Stadtteil Kremenholl zurück.
- Am langen Siepen
- Brückenstraße: Die Straße entstand nach 1912. Sie überquert die Eisenbahnlinie. Möglicherweise ist das der Grund für den Namen.
- Dammstraße: Sie liegt am Bahndamm der Bahnstrecke Remscheid-Solingen.
- Fürberger Straße: Die Straße führt in den Ortsteil Fürberg im Stadtteil Morsbach.
- Gruner Straße
- Güldenwerther Bahnhofstraße: siehe Güldenwerth. Die Bahnstrecke Remscheid-Solingen wurde 1897 gebaut.
- Hof Vieringhausen: Hier befand sich der Hof Vieringhausen, der dem Stadtteil seinen Namen gab.
- Hoffmeisterstraße: Benannt nach Otto Hoffmeister, der von 1859 bis 1876 Bürgermeister von Remscheid war, seit 1873 der erste Oberbürgermeister von Remscheid.
- Hüttenstraße
- Julius-Leber-Straße: Julius Leber (* 16. November 1891 in Biesheim, Elsass; † 5. Januar 1945 in Berlin) war ein deutscher Politiker, Reichstagsabgeordneter und Widerstandskämpfer gegen den Nationalsozialismus. Leber gehörte zur Zeit der Weimarer Republik dem Reichsbanner Schwarz-Rot-Gold an.
- Königstraße
- Kronprinzenstraße
- Lange Straße
- Linkläuer Straße
- Losenbücheler Straße: Die Straße ist nach dem Wohnplatz Losenbüchel benannt, der sich am unteren Ende der Straße befand. Ursprünglich nur als Bukell (1369) oder Buckel (1560) bezeichnet, taucht er erstmals 1639 als Loeßen Buchell (benannt nach der dort ansässigen Familie Lose) auf.
- Parkstraße: Die Straße führt zum Stadtpark.
- Rosenstraße
- Schüttendelle, benannt nach dem Schießplatz der Schützengesellschaft[2]
- Solinger Straße: Die Straße führt als B229 nach Solingen.
- Stauffenbergstraße: Benannt nach Franz August Schenk von Stauffenberg.
- Stockder Straße: Die Straße führt in den Ortsteil Stockden.
- Vieringhausen: Der Hauptstraßenzug des Stadtteils Vieringhausen (B229) hat den Namen von dem Hof Vieringhausen.
- Zum Walkhäuschen: Die Straße führt zum 1622 erstmals schriftlich erwähnten Mühlenteich. 1672 wird an diesem Mühlenteich eine Walkmühle erwähnt (das Walckhäuschen unter Vierkuser Hoff).

## Bunker Vieringhausen

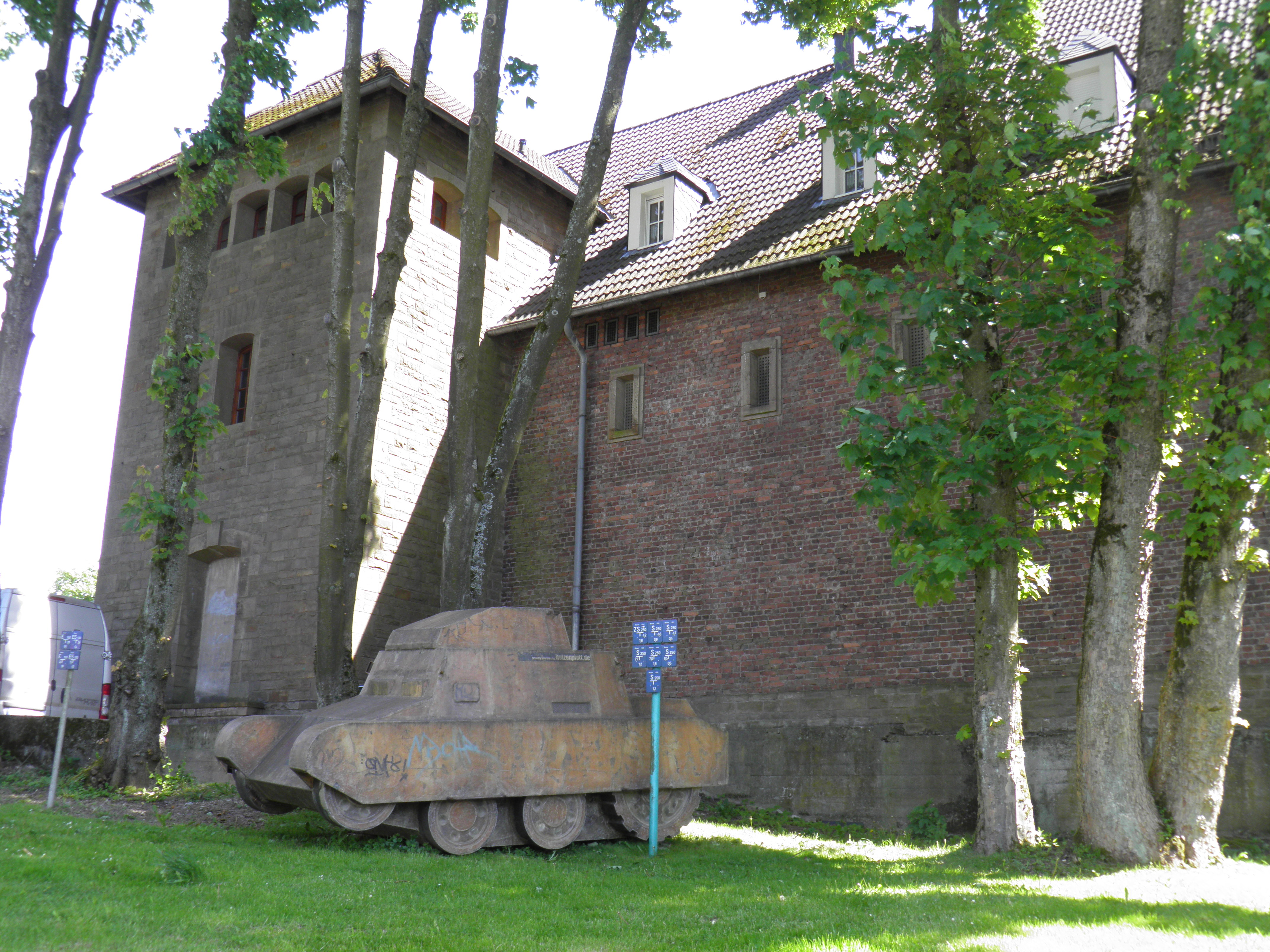
Hochbunker in Vieringhausen

An der Kreuzung Solinger Straße/Vieringhausen liegt ein Hochbunker, der in den 1940er Jahren gebaut wurde und bis Kriegsende als Schutz vor Fliegerbomben diente. Er wurde 1980 bis März 2010 als Vereinsheim der Marine-Kameradschaft Remscheid von 1895 e. V. („Marika“) verwendet.
Vor dem Bunker steht ein Denkmal in Form einer großen Schiffsschraube aus Stahl. Inzwischen ist das Gebäude nach umfangreichen Umbauarbeiten bewohnt und im Untergeschoss der "Vieringhauser Musik-Bunker" angesiedelt.

## Bahnhof Vieringhausen
Der Bahnhof Vieringhausen lag an der Bahnstrecke Lennep–Hasten. Diese wurde 1883 gebaut, verlor bereits 1920 den Personenverkehr und 1988 den Güterverkehr. Nach dem Rückbau der Gleise in den Jahren 1993–1996 wurde sie 2006 zum Bahnradweg Trasse des Werkzeugs umgebaut.
Das Bahnhofsgelände erstreckte sich zeitweilig zu beiden Seiten des Bahnübergangs. In Vieringhausen wurden während des Ersten Weltkriegs und kurz danach Lebensmittel und Kohlen auf die hier querende Remscheider Straßenbahn zum Weitertransport in die Innenstadt umgeladen.

## Kultur und Bildung
In der Grunerstraße, nach hinten an die Rosenstraße grenzend, befindet sich die Alexander-von-Humboldt-Realschule, die erste Realschule in Remscheid, die 1941 als „Mittelschule“ gegründet und um 1950 umbenannt wurde.
In der Fürberger Straße und in der Brückenstraße sind städtische Kindertagesstätten angesiedelt.
Ferner ist im Stadtteil der Büchener Bescherungsverein „Einigkeit“ zu nennen, der gesellschaftliche Aufgaben als Ziel hat.